# Sisè concili budista
El Sisè concili budista es va convocar el 1954 a Birmània (sis anys després de la seva independència del Regne Unit). Els líders religiosos i laics del Budisme Theravada volien commemorar el “Buddha Jayanti”, els 2500 anys de la mort de Buddha. Per a aquesta celebració es va construir en Rangun, la capital de Birmània, una enorme caverna artificial, la Maha Passana Guha, que recordava la cova Sattapanni (un dels llocs que es van proposar per a la realització del Primer Concili Budista), i tenia la finalitat de servir de recinte per allotjar als monjos participants.
Van assistir al concili monjos de diferents països Theravada (Birmània, Cambodja, Índia, Laos, Nepal Sri Lanka, Tailàndia) i budistes de tot arreu del món.
Aquest concili va provocar un considerable increment de l'interès pel budisme tant en el seu aspecte teòric com a pràctic.
El concili va començar el 17 de maig en Kaba Aye, Yangon, i va ser patrocinat pel govern birmà, sota la direcció d'U Nu.
L'objectiu d'aquest sisè concili era la comprovació del Tipitaka, pel que es van realitzar uns qüestionaris en els quals es contestaven a una sèrie de preguntes del dhamma. Les preguntes les va establir el mestre Mahasi Sayadaw i les respostes obra del mestre Bhadanta Vicittasarabhivamsa.
Durant el concili, que va durar al voltant de dos anys, es van recitar Textos Pali i després del concili es va publicar una edició del Cànon Pali, Comentaris, Subcomentaris i altres llibres, l'any 1956. Aquesta edició ha estat considerada la més autoritativa entre les existents dels textos budistes de la tradició Theravada, i és coneguda com a “edició del Sisè Concili”. A més l'edició va ser transcrita als alfabets: llatí, devanagari, thai, cingalés, khmer i mongol.